# Деншавайское дело
Деншавайское дело (англ. Denshawai Incident) — расправа английских колониальных властей в Египте над жителями деревни Деншавай (араб. دنشواى‎) в июне 1906 года.
Пять английских офицеров 13 июня отправились в Деншавай охотиться на голубей. Местные крестьяне потребовали прекратить охоту, поскольку голуби принадлежали им. Офицеры ответили огнём, ранив пятерых крестьян. Возмущенные жители деревни набросились на офицеров и обезоружили их, при этом двое офицеров убежали, а один из них умер от солнечного удара. Английские колониальные власти возбудили судебный процесс против жителей деревни, обвинив их в убийстве офицера.
По итогам процесса 4 крестьян приговорили к смертной казни через повешение, 12 — к тюремному заключению, 8 — к 50 ударам бичом. Смертный приговор был приведен в исполнение 28 июня 1906 года в Деншавае. Судебный процесс и казнь крестьян вызвали взрыв возмущения в Египте и способствовали дальнейшему подъёму антиколониального движения. В связи с общественным резонансом английские власти пошли на уступки и 8 января 1908 года объявили амнистию приговоренным к тюремному заключению.
В 1999 году в память о жертвах инцидента египетскими властями был открыт Музей Деншавайского инцидента.